# Леопард пампаський
Леопард пампаський, пампаська кішка (Leopardus pajeros) — вид невеликих хижих ссавців із роду леопард (Leopardus) родини котових (Felidae), який мешкає на територіях Аргентини, Болівії, Чилі, Еквадору, Перу та можливо на південному заході Болівії. Кішка названа на честь регіону Пампа в Південній Америці. Вид проходить по статусу близького до загрозливого у Червоному списку Міжнародного союзу охорони природи. Традиційно кішка була залучена в рід колоколо, але потім ця теорія була відкинута через відмінності у волосяному покриві та черепних вимірюваннях. Проте генетично відмінності між двома кішками не підтверджені, тому деякі вчені все ще приписують пампаського леопарда до колоколо.
Досить мало відомо про поведінку пампаської кішки в дикій природі та про її звички полювання.

## Зовнішній вигляд
Пампаська кішка має невеликі розміри, але є огрядної статури. Існують певні географічні відмінності в розмірах особин; довжина тіла варіюється від 46 до 75 см, а довжина хвоста сягає 23–39 см. Існують три головні варіації забарвлення хутра, але всі троє мають дві темні лінії по обидвох щоках.
Перша варіація забарвлень має боки із великими червонувато-коричневими плямами розеткової форми із темними межами, численні кільця на хвості (такого ж кольору як і плями по боках) та чіткі темно-коричневі (майже чорні) смуги на лапах та плями і смуги на нижніх частинах тіла. За кольором та патернами, ця група дуже нагадує підвид L. colocolo wolffsohni роду колоколо.
Друга варіація схожа на першу, але із блідішим фоновим кольором та мітками на тілі, смугами на задніх лапах. Кільця на хвості блідіші та не такі помітні.
Третя варіація має більш сірий колір тіла із помітними темно-коричневими смугами на лапах та плямами на нижній частині тіла. Однокольоровий хвіст (без кілець). Темні лінії по боках не такі виразні.
Лише перша варіація забарвлення зустрічається на півночі (біля 20°S та північніше). Лише третя варіація зустрічається на крайньому півдні (біля 40°S та південніше). Поміж цими градусами мешкають кішки із переважно другою варіацією забарвлення. Проте були помічені особини із першим типом біля 29°S, та особини із третім типом біля 36°S. Перший та третій тип переважно проживає в гірських областях, другий тип — на низинах.
Меланісти цього виду виявлені не були.

## Підвиди
З 2005 року видання Види ссавців світу зазначає п'ять підвидів пампаської кішки:
- L. p. pajeros — південь Чилі та по всій Аргентині[5]
- L. p. crespoi — східні схили Андів та північно-західна Аргентина[2]
- L. p. garleppi — Анди в Перу[2]
- L. p. steinbachi — Анди в Болівії[2]
- L. p. thomasi — Анди в Еквадорі[2]

## Розповсюдження
Незважаючи на те, що вид названий на честь області Пампа, пампаський леопард мешкає на територіях північно-західної Аргентини, західного Еквадору та північно-західного Перу. Мешкає на висоті у 1800–5000 м над рівнем моря, переважно у сухих лісах та пунах. На територіях, де проходять Анди, кішка мешкає на більш низьких висотах. В центральній та північнозахідній Аргентині, пампаська кішка була помічена на висотах у 1240 м на луках, мезофітах у сухих лісах та чагарниках. У південній Аргентині і на далекому півдні Чилі, була виявлена на патагонських полях та у чагарниках на висоті 1100 м.

## Спосіб життя
Про мисливські та племінні звички леопарда паспасного відомо мало. Він полює переважно на дрібних ссавців та птахів. Основу раціону складають морські свинки, поряд з іншими гризунами, зокрема віскаші, та наземними птахами тинаму. Полює він, переважно, в нічний час, але трапляється і уудень, особливо в період вигодовування потомства.
Самиця народжує одного або двох кошенят, дуже рідко трьох. При народженні кошенята важать близько 130 г. Середня тривалість життя становить дев'ять років, але деякі тварини живуть понад 16 років.

## Різне
Від Leopardus pajeros походить назва автомобіля Mitsubishi Pajero.